# Salene Bugt
Salene Bugt er en bugt på Bornholm i Danmark.
Bugten begynder lidt øst for Helligdomsklipperne og slutter ved Gudhjem. Bobbeåen munder ud i Salene Bugt.